# Ковалёвский сельский совет (Шишацкий район)
Ковалёвский сельский совет (укр. Ковалівська сільська рада) — входит в состав
Шишацкого района
Полтавской области
Украины.
Административный центр сельского совета находится в 
с. Ковалёвка.

## Населённые пункты совета
- с. Ковалёвка

## Ликвидированные населённые пункты совета
- с. Малые Хурсы